# حزب الشعب الأوروبي
حزب الشعب الأوروبي (بالإنجليزية: European People's Party)‏ واختصاراً (بالإنجليزية: EPP)‏ هو حزب سياسي أوروبي تأسس في العام 1976 من قبل الأحزاب الديمقراطية المسيحية، تم توسيع عضوية الحزب ليشمل أحزاب محافظة وأحزاب سياسية أخرى تنتمي إلى يمين الوسط. منذ تأسيسه من قبل أحزاب مسيحية ديمقراطية، وسع الحزب عضويته لتشمل أحزابًا ليبرالية محافظة وأحزابًا بتوجهات سياسية يمينية وسطية. في 20 نوفمبر من عام 2019، انتخب الحزب دونالد تاسك، رئيس الوزراء البولندي الأسبق ورئيس المجلس الأوروبي، رئيسًا له. كان حزب الشعب الأوروبي الحزب الأكبر في البرلمان الأوروبي منذ العام 1999 والأكبر في المجلس الأوروبي منذ العام 2002. وهو أيضًا الحزب الأكبر في المفوضية الأوروبية الحالية. تنتمي إلى حزب الشعب الأوروبي رئيسة المفوضية الأوروبية أورسولا فون دير لين. وكان العديد من الآباء المؤسسين للاتحاد الأوروبي أيضًا ينتمون إلى الأحزاب التي شكلت في وقت لاحق حزب الشعب الأوروبي. يسيطر الحزب أيضًا خارج الاتحاد الأوروبي على أغلبية الجمعية البرلمانية لمجلس أوروبا.
يضم حزب الشعب الأوروبي أحزاب يمين وسط رئيسية مثل ائتلاف الاتحاد الديمقراطي المسيحي\الاتحاد الاجتماعي المسيحي الألمانيين والجمهوريين في فرنسا والحزب الديمقراطي المسيحي الفلمنكي في بلجيكا والحزب الليبرالي القومي الروماني وحزب فاين جيل الإيرلندي وحزب الائتلاف الوطني الفنلندي وحزب الديمقراطية الجديدة اليوناني وحزب فورزا إيتاليا الإيطالي والحزب الشعبي الإسباني وحزب المنصة المدنية والحزب الديمقراطي الاجتماعي البرتغالي.

## التاريخ
بحسب موقعه الرسمي، حزب الشعب الأوروبي هو «عائلة يمين الوسط السياسي، الذي تذهب جذوره عميقًا في تاريخ وحضارة القارة الأوروبية، وقد كان رائد المشروع الأوروبي منذ بدايته».
تأسس حزب الشعب الأوروبي في لوكسمبورغ في 8 من شهر يوليو من عام 1976 بمبادرة من جان سايتلينغر وليو تينديمانس، رئيس وزراء بلجيكا في تلك الآونة، الذي أصبح أول رئيس لحزب الشعب الأوروبي، وويلفريد مارتينز الذي شغل لاحقًا منصبي رئيس حزب الشعب الأوروبي ورئيس وزراء بلجيكا. وكان سلف حزب الشعب الأوروبي الأمانة الدولية للأحزاب الديمقراطية المسيحية التوجه، التي تأسست في عام 1925، والفرق الدولية الجديدة، التي تأسست في عام 1946 (أو في عام 1948)، والاتحاد الأوروبي للديمقراطيين المسيحيين الذي تأسس في العام 1965.
في أواخر التسعينيات من القرن العشرين، تفاوض السياسي الفنلندي ساولي نينيستو على اندماج الاتحاد الديمقراطي الأوروبي، الذي كان يشغل منصب رئيس الاتحاد، بحزب الشعب الأوروبي. في أكتوبر من عام 2002 أوقف الاتحاد الديمقراطي الأوروبي أنشطته بعد اندماجه بشكل رسمي بحزب الشعب الأوروبي في مناسبة خاصة في إستوريل، البرتغال. إقرارًا بجهوده، انتُخب نينيستو رئيسًا فخريًا لحزب الشعب الأوروبي في العام نفسه.
ترأس حزب الشعب الأوروبي 6 رؤساء:
| الرقم | الاسم           | فترة الولاية    | الحزب                             | الدولة العضو |
| ١     | ليو تينديمانس   | 1976 - 1985     | الحزب الديمقراطي المسيحي الفلمنكي | بلجيكا       |
| ٢     | بيت بوكمان      | 1985 - 1987     | حزب النداء الديمقراطي المسيحي     | هولندا       |
| ٣     | جاك سانتر       | 1987 - 1990     | حزب الشعب المسيحي الاجتماعي       | لوكمسبورغ    |
| ٤     | ويلفريد مارتينز | 1990 - 2013     | الحزب الديمقراطي المسيحي الفلمنكي | بلجيكا       |
| ٥     | جوزيف داول      | 2013 - 2019     | الجمهوريون                        | فرنسا        |
| ٦     | دونالد تاسك     | ٢٠١٩- حتى اليوم | حزب المنصة المدنية                | بولندا       |